# Johannes Theodorus Rossijn

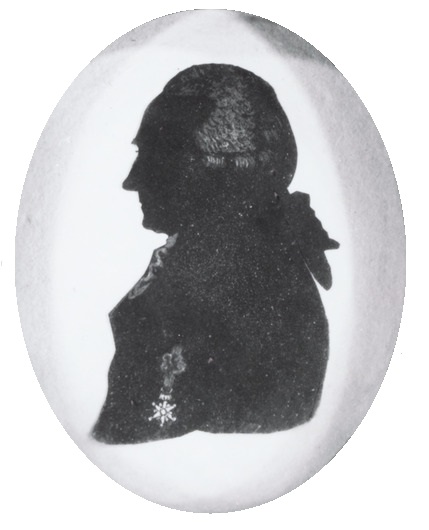
Portret van J.T. Rossijn

Johannes Theodorus Rossijn (Noord-Zijpe, 18 december 1744 – Utrecht, 27 december 1817) was een Nederlands filosoof, wiskundige en hoogleraar aan de Universiteit Utrecht.

## Biografie
Rossijn werd geboren in het Noord-Hollandse dorp Noord-Zijpe als zoon van Laurentius Heinrich Rossijn. Hij was een zwager van Meinard Tydeman (1741-1825). Hij genoot zijn eerste opleiding in Weesp waar zíjn vader predikant was. In Weesp raakte hij bekwaam in Latijn en de wiskunde.
Hij studeerde vervolgens aan de Universiteit van Franeker alwaar hij op 10 december 1762 zijn doctorale graad behaalde In de wijsbegeerte met de natuurkundige verhandeling De tonitru et fulmine ex nova electricitatis theoria deducendis (Over donder en bliksem volgens de nieuwe theorie der elektriciteit).
Op 12 januari 1765 werd Rossijn benoemd tot hoogleraar filosofie, wiskunde en sterrenkunde aan de Universiteit van Harderwijk, die hij met de oratie De philosophia ad humanitatem pertinente aanvaardde. In 1775 vertrok hij naar Utrecht als gewoon hoogleraar proefondervindelijke wijsbegeerte en metafysica. Zijn lessen begon hij met de rede De scientiis philosophicis ex veritate aestimandis. In de jaren 1778/79, 1796/97 alsmede 1807/08 was hij rector magnificus te Utrecht.
Sinds 1766 was Rossijn lid van de Maatschappij der Nederlandse Letterkunde. In 1777 was hij de initiator en mede-oprichter van het Natuurkundig Gezelschap te Utrecht, waar hij de door hem verzamelde natuurkundige instrumenten toonde en gebruikte voor demonstraties en natuurkundige proeven. In 1815, tijdens de herziening van het Nederlands hoger onderwijs, ging hij met emeritaat, maar hij bleef tot kort voor zijn overlijden onderwijs geven.
Rossijn was getrouwd met Johanna Scheltinga. Ze kregen een dochter, Theodora Odilia Suffrida.